# 호키 포키
호키 포키(hokey-pokey)는 춤동요이다.

## 가사
1절
다 같이 오른손을 안에 넣고 
오른손을 밖에 내고 
오른손을 안에 넣고 힘껏 흔들어
손 들고 호키 포키 하며 빙빙 돌면서
즐겁게 춤추자
2절

다 같이 왼손을 안에 넣고 
왼손을 밖에 내고 
왼손을 안에 넣고 힘껏 흔들어
손 들고 호키 포키 하며 빙빙 돌면서
즐겁게 춤추자
3절

다 같이 오른발을 안에 넣고 
오른발을 밖에 내고 
오른발을 안에 넣고 힘껏 흔들어
손 들고 호키 포키 하며 빙빙 돌면서
즐겁게 춤추자
4절

다 같이 왼발을 안에 넣고 
왼발을 밖에 내고 
왼발을 안에 넣고 힘껏 흔들어
손 들고 호키 포키 하며 빙빙 돌면서
즐겁게 춤추자
후렴

호키 포키 호키 포키 호키 포키
신나게 같이 춤추자